# Agenzia esecutiva per la rete transeuropea di trasporto
L'Agenzia esecutiva per la rete transeuropea di trasporto (TEN-T EA) è stata l'Agenzia dell'Unione europea che provvede all'attuazione tecnica e finanziaria e alla gestione del programma "Rete transeuropea di trasporto" (TEN-T).
L'Agenzia è stata creata nell'ottobre 2006 ed ha concluso il suo mandato il 31 dicembre 2013, quando è stata sostituita dall'Agenzia esecutiva per l'innovazione e le reti. La gestione di progetti d'importanza fondamentale per l'infrastruttura di trasporto, nell'ambito delle prospettive finanziarie 2000-2006 e 2007-2013, avveniva in stretta collaborazione con la direzione generale Mobilità e trasporti (MOVE) della Commissione europea. La DG MOVE manteneva la responsabilità della politica generale, della programmazione e della valutazione del programma TEN-T.
L'Agenzia, che aveva sede a Bruxelles, si avvaleva di una squadra internazionale di esperti in finanza, gestione dei progetti, ingegneria e affari giuridici. Il suo direttore era Dirk Beckers.